# Bitwa na Flodden Field

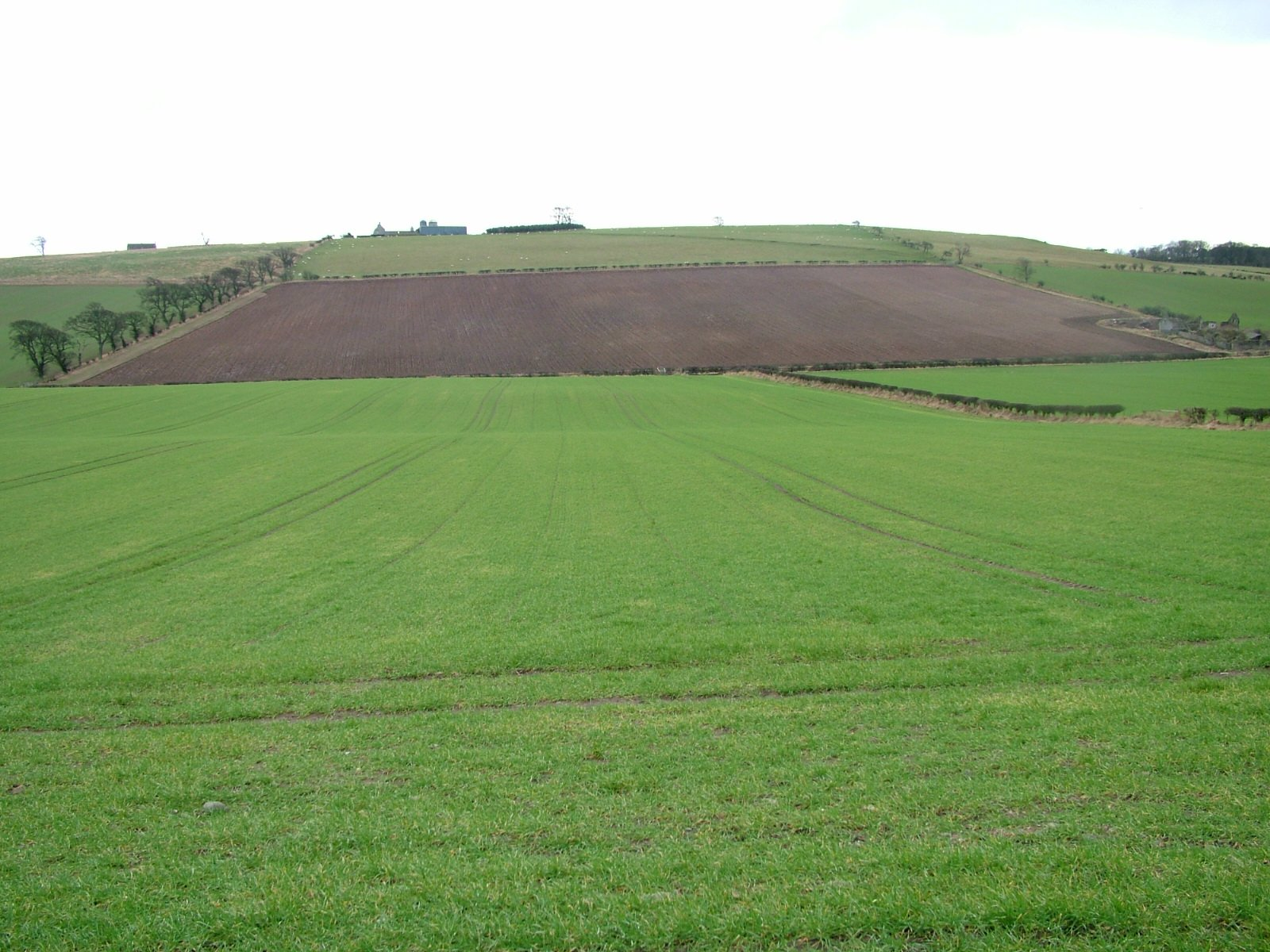
Pole bitwy

Bitwa na Flodden Field – starcie zbrojne w Northumberlandzie, które miało miejsce dnia 9 września 1513 roku w trakcie wojny szkocko-angielskiej. 
Bitwa pomiędzy szkocką armią inwazyjną pod wodzą króla Jakuba IV a wojskami angielskimi dowodzonymi przez Thomasa Howarda zakończyła się druzgocącą klęską Szkotów i śmiercią ich monarchy.

## Działania poprzedzające
Konflikt zapoczątkowało wypowiedzenie wojny Anglikom przez króla Jakuba IV. Szkocki władca zamierzał wiązać siły króla Henryka VIII, przygotowujące się wówczas do kampanii przeciwko francuskiemu władcy Ludwikowi XII. Anglia była w tym czasie członkiem Ligi Świętej skierowanej przeciwko Francji, z którą walczyła po stronie takich państw jak Szwajcaria czy Hiszpania, wspierając między innymi cesarza Maksymiliana I i papieża Juliusza II.
Władca Szkocji na czele ponad 60 tysięcy ludzi podjął marsz na terytorium Anglii. Po dotarciu armii do Northumberlandu, w rejon pola bitwy, siły Szkotów stopniały do 30 tysięcy żołnierzy. Reszta bądź zdezerterowała, bądź też poległa w mniejszych potyczkach na terytorium angielskim. Czoło stawiła Szkotom podobnie liczna armia angielska.
Miejsce bitwy znajdowało się w pobliżu wioski Branxton (stąd w wielu źródłach jest ona nazywana także bitwą pod Branxton). Szkoci rozbili swój obóz na polach pod Flodden położonym w pobliżu Branxton. Było to ostatnie starcie bitewne na ziemiach Northumberlandu.

## Bitwa
Obie strony przed starciem straciły wiele godzin na ciągłym manewrowaniu. W końcu Anglikom udało się przekroczyć rzekę Till i wyjść na tyły Szkotów. Działa szkockie otworzyły ogień jako pierwsze, jednak wskutek kiepskiego wyszkolenia kanonierów oraz wilgotnego prochu strzelniczego, większość salw była niecelna.
Wówczas bardziej ruchliwe i lepiej wytrenowane jednostki angielskiej artylerii otworzyły morderczy i precyzyjny ogień, przepędzając szkockich kanonierów z pola walki. Działa angielskie oraz łucznicy skoncentrowali następnie ogień na szkockich pikinierach. Wysokie straty wywołane ostrzałem zmusiły w końcu Szkotów do przypuszczenia ataku ze wzgórza i wejścia w bezpośredni zasięg działania piechoty angielskiej. Angielskie gizarmy wykazały większą skuteczność w starciu ze szkockimi pikami, które od czasów bitwy pod Bannockburn niewiele się zmieniły, spełniając swoją rolę jedynie w walce z kawalerzystami.
W tej krwawej bitwie Szkoci zostali okrążeni i rozbici. Zginął w niej król, jego nieślubny syn, jeden biskup, dwóch opatów, dwunastu hrabiów, czternastu lordów i wielu przedstawicieli niemal wszystkich szlacheckich rodów Szkocji oraz ponad 10 tysięcy żołnierzy. Straty angielskie szacowane są na 1,5 tys. do 4 tysięcy ludzi.

## Podsumowanie
Z taktycznego punktu widzenia bitwa była pierwszym starciem na ziemi angielskiej, w którym główną rolę odegrała artyleria. Była też jednym z ostatnich starć, w którym osławieni angielscy łucznicy znacząco przyczynili się do zwycięstwa.
Hrabia Surrey Thomas Howard otrzymał po bitwie z rąk króla Henryka VIII księstwo Norfolku. W Szkocji nie było rodziny szlacheckiej, która nie straciłaby w bitwie członka swojej rodziny. Wydarzeniu temu poświęcona jest m.in. szkocka pieśń zatytułowana The Flowers of the Forest.